# 卡姆勒县
卡姆勒县（英語：Kamle district）是印度阿鲁纳恰尔邦的一个县，首府位於拉伽（Raga）。该县完全位于中印争议的“藏南地区”中，中华人民共和国不承认印度对其主权，行政区划上划归西藏自治区管辖。
2017年自下苏班西里县析设，又自上苏班西里县析出三镇，置卡姆勒县。